# 圣瑟兰德普拉
圣瑟兰德普拉（法語：Saint-Seurin-de-Prats，法語發音：[sɛ̃ søʁɛ̃ də pʁa]）是法国多尔多涅省的一个市镇，属于贝尔热拉克区。

## 地理
圣瑟兰德普拉（44°49'42"N, 0°4'29"E）面积5.56 平方千米，位于法国新阿基坦大区多爾多涅省，该省份为法国西南部内陆省份，是法國本土面积第三大的省，大致对应佩里戈尔地区，北起顺时针与夏朗德省、上维埃纳省、科雷兹省、洛特省、洛特-加龙省、吉倫特省和滨海夏朗德省接壤。
与圣瑟兰德普拉接壤的市镇（或旧市镇、城区）包括：蒙卡雷、瑞亚克、多尔多涅河畔佩萨克、拉莫特蒙特拉韦勒、韦利讷、圣安托万德布勒伊。

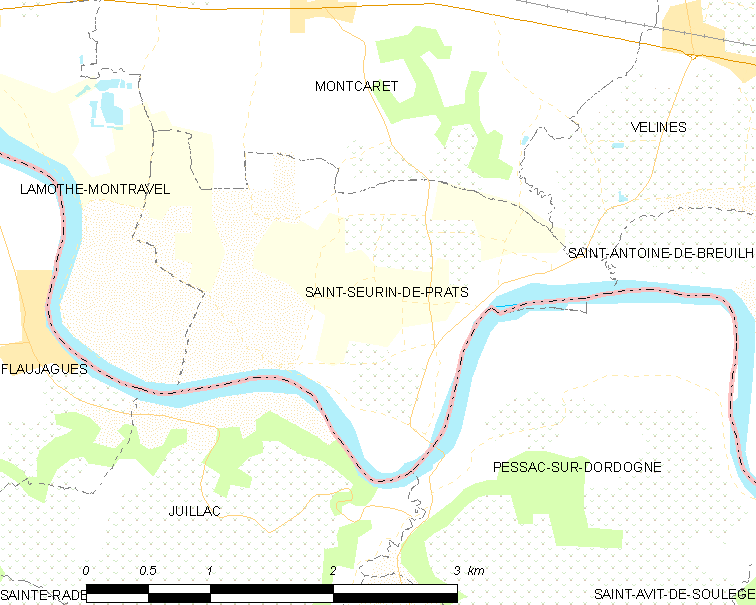
圣瑟兰德普拉的OSM定位图

圣瑟兰德普拉的时区为UTC+01:00、UTC+02:00（夏令时）。

## 行政
圣瑟兰德普拉的邮政编码为24230，INSEE市镇编码为24501。

## 政治
圣瑟兰德普拉所属的省级选区为蒙泰涅和居尔松地区县。

## 人口

1962-2008年间圣瑟兰德普拉人口变化图示

圣瑟兰德普拉于2022年1月1日时的人口数量为461人。